# La straniera (romanzo)
La straniera (Outlander) è un romanzo della scrittrice statunitense Diana Gabaldon, pubblicato nel 1991; si tratta del primo libro del ciclo di Outlander. 
La prima edizione italiana fu pubblicata da Sonzogno nel 1993, con il titolo Ovunque nel Tempo, ma il volume fu fortemente tagliato per essere ridotto a un simil romanzo erotico. Gabaldon non accolse la scelta e ne ritirò i diritti. Nel 2003 Corbaccio, e poi Tea, pubblicarono il romanzo nella sua versione integrale, con nuova traduzione. Tale edizione è quella conosciuta in Italia, che fino al 2021 ne ha detenuto i diritti, avendo pubblicato tutti i romanzi della saga usciti fino a quel momento. 
Nel 2021 Mondadori acquista in esclusiva i diritti di pubblicazione e nel 2023 esce la nuova edizione della saga, il cui primo volume è titolato Outlander - La Straniera, edito dalla community Oscar Vault sotto collana Oscar Fantastica. Il progetto di Mondadori prevede la riedizione di tutta la saga, non ancora conclusa dall'autrice. 
La prima stagione della serie televisiva omonima, trasmessa tra il 2014 e il 2015 è basata su questo romanzo.

## Trama
Inverness, 1945. L'ex infermiera militare ventisettenne Claire Beauchamp sta trascorrendo una seconda luna di miele con il marito Frank Randall, uno storico dell'Università di Oxford ed ex ufficiale dell'esercito inglese, dopo che la Seconda guerra mondiale li ha tenuti separati per sei degli otto anni del loro matrimonio. Durante una passeggiata in solitaria nella campagna intorno a Inverness, Claire si ritrova sulla collina di Craigh na Dun, su cui sorge un antico cerchio di pietre druidico. Avvicinandosi a una delle pietre, la donna viene magicamente trasportata all'indietro nel tempo, fino a ritrovarsi sulla stessa collina, ma nel 1743.
Frastornata e ancora inconsapevole del tempo in cui trova, Claire s'imbatte in Jonathan Randall, spietato capitano dell'esercito inglese e antenato di suo marito Frank, all'inseguimento di un gruppo di banditi scozzesi delle Highlands. Rapita da uno di questi banditi, che tramortisce Randall mentre cerca di usarle violenza, viene portata nel cottage dove tutto il gruppo si è rifugiato: qui conosce il giovane James Fraser, detto Jamie, ferito a una spalla durante uno scontro con gli inglesi, e lo cura. Spacciatasi per una vedova francese, Claire viene condotta al castello di Leoch, residenza del clan MacKenzie, in attesa di scoprire se ha detto la verità. Costantemente sorvegliata e impossibilitata a fuggire per cercare di tornare nella sua epoca, Claire diventa il nuovo medico della comunità, finché Dougal MacKenzie, fratello del capoclan Colum, non le chiede di unirsi a lui e al nipote Jamie nel viaggio attraverso tutti i territori del clan per far visita ai fittavoli: una delle tappe del viaggio sarà Fort Williams, dove un capitano inglese aiuterà Claire a mettersi in contatto con i parenti francesi. Arrivata al forte, Claire si ritrova davanti Randall, che, credendola una spia, la sottopone a un interrogatorio sommario, durante il quale, però, non riesce a ottenere alcuna informazione sulla persona per cui la donna lavora. Quando Randall convoca Claire per un interrogatorio più approfondito, Dougal la costringe a diventare scozzese, e quindi intoccabile, sposando Jamie, del quale, con il tempo, Claire s'innamora, ricambiata.
Un giorno, mentre Jamie è assente, Claire viene accusata di stregoneria, imprigionata e processata, ma l'uomo giunge in sua difesa e la salva dal rogo: questo fatto porta Claire a raccontargli tutta la verità e Jamie l'accompagna a Craigh na Dun. Claire constata che il passaggio per il presente esiste ancora, ma decide di restare con Jamie: i due raggiungono Lallybroch, terra del clan Fraser, di cui Jamie è il capo, e continuano la loro vita coniugale assieme alla sorella di lui, Jenny, a suo marito Ian e ai loro figli; tuttavia, Jamie è ricercato dalla corona inglese per diversi reati e, pochi giorni dopo la nascita di Margaret Ellen, la secondogenita di Jenny e Ian, viene catturato e incarcerato nella prigione di Wentworth, in attesa della condanna a morte. Nel tentativo di liberarlo, Claire s'intrufola nella prigione, ma viene scoperta da Randall: in cambio della libertà di Claire, Jamie promette al capitano di sottostare alle sue torture, e la donna viene lasciata andare, riunendosi con il resto del clan MacKenzie. Gli uomini del clan, però, riescono a penetrare nella prigione, stordire Randall, liberare Jamie e farlo fuggire con Claire sulla Manica, alla volta dell'abbazia francese di Ste. Anne de Beaupré: qui Jamie si ammala a causa delle torture, ma riesce a salvarsi e, con l'arrivo del 1744, Claire gli annuncia di essere incinta.

## Edizioni
- Ovunque nel tempo, Sonzogno, 1993,  p. 551, ISBN 978-8845405105.
- La straniera, Corbaccio, 2003,  p. 838, ISBN 978-8879725361.
- La straniera, TEA, 2004,  p. 838, ISBN 978-8850206438.
- La straniera - L'anello d'argento, vol. 1, RL Libri, 2007,  p. 526, ISBN 978-8846208668.
- La straniera - Lo spirito della sorgente, vol. 2, RL Libri, 2007,  p. 528, ISBN 978-8846208699.
- La straniera, Corbaccio, 2015,  p. 838, ISBN 978-8863809466.
- La straniera, Mondadori, 2023,  p. 804, ISBN 978-8804753636.